# Lista de episódios de Amphibia
Aqui segue-se uma lista de episódios de Amphibia.
A série estreou a 17 de junho de 2019. O primeiro episódio teve uma antestreia no DisneyNOW e no YouTube a 14 de junho de 2019 e estreou na televisão em 17 de junho nos Estados Unidos.
Em Portugal, a série estreou no Disney Channel a 14 de setembro de 2020.
E no Brasil, estreou a 5 de agosto de 2019 no Disney XD e 2 de dezembro no Disney Channel.
A 15 de maio de 2019, Disney Channel renovou Amphibia para uma segunda temporada antes da sua estreia.
A segunda temporada começou a ser produzida a 24 de abril de 2019 e estreou no Disney Channel nos Estados Unidos em 11 de julho de 2020. Em Portugal, foi lançado em 4 de outubro de 2021 e no Brasil, em 13 de março de 2021.
Em 23 de junho de 2020, foi anunciado que a série havia sido renovada para uma terceira e última temporada antes da estreia da segunda temporada.
A terceira temporada estreou em 2 de outubro de 2021 e terminou em 14 de maio de 2022 nos Estados Unidos. Em Portugal, estreou em 7 de fevereiro de 2022 e terminou em 16 de dezembro do mesmo ano, encerrando a série com o episódio natalino, que ainda não havia sido lançado. No Brasil, estreou em 16 de março de 2022 no Disney +, como parte da nova política de estreias na plataforma da The Walt Disney Company, e 4 de julho de 2022 no Disney Channel.

## Episódios
| Temporada | Temporada | Episódios | Segmentos | Exibição original    | Exibição original   | Exibição em Portugal   | Exibição em Portugal   | Exibição no Brasil   | Exibição no Brasil     |
| Temporada | Temporada | Episódios | Segmentos | Estreia de temporada | Final de temporada  | Estreia de temporada   | Final de temporada     | Estreia de temporada | Final de temporada     |
| --------- | --------- | --------- | --------- | -------------------- | ------------------- | ---------------------- | ---------------------- | -------------------- | ---------------------- |
|           | 1         | 20        | 39        | 17 de junho de 2019  | 18 de julho de 2019 | 14 de setembro de 2020 | 3 de agosto de 2021    | 5 de agosto de 2019  | 24 de janeiro de 2020  |
|           | 2         | 20        | 36        | 11 de julho de 2020  | 22 de maio de 2021  | 4 de outubro de 2021   | 20 de janeiro de 2022  | 13 de março de 2021  | 23 de dezembro de 2021 |
|           | 3         | 18        | 31        | 2 de outubro de 2021 | 14 de maio de 2022  | 7 de fevereiro de 2022 | 16 de dezembro de 2022 | 16 de março de 2022  | 18 de outubro de 2023  |

### 1ª Temporada (2019)
| #  | ##  | Título                                                                                    | Estreia original    | Estreia Portugal       | Estreia Brasil        |
| -- | --- | ----------------------------------------------------------------------------------------- | ------------------- | ---------------------- | --------------------- |
| 1  | 1a  | "Anne ou Monstro? (PT/BR)" "Anne or Beast?"                                               | 17 de junho de 2019 | 14 de setembro de 2020 | 5 de agosto de 2019   |
| 2  | 1b  | "Melhores Amelgas (PT) Amigos Sapos (BR)" "Best Fronds"                                   | 17 de junho de 2019 | 14 de setembro de 2020 | 5 de agosto de 2019   |
| 3  | 2a  | "Bengala Louca (PT) Bengala Doida (BR)" "Cane Crazy"                                      | 18 de junho de 2019 | 16 de setembro de 2020 | 7 de agosto de 2019   |
| 4  | 2b  | "Inundações, Suor e Lágrimas (PT/BR)" "Flood, Sweat and Tears"                            | 18 de junho de 2019 | 16 de setembro de 2020 | 7 de agosto de 2019   |
| 5  | 3a  | "Saltos e Bebes (PT) Salto de Sorte (BR)" "Hop Luck"                                      | 19 de junho de 2019 | 15 de setembro de 2020 | 6 de agosto de 2019   |
| 6  | 3b  | "Cilada (PT) Emboscada (BR)" "Stakeout"                                                   | 19 de junho de 2019 | 15 de setembro de 2020 | 6 de agosto de 2019   |
| 7  | 4a  | "Efeito Dominó (PT) O Efeito Dominó (BR)" "The Domino Effect"                             | 20 de junho de 2019 | 17 de setembro de 2020 | 8 de agosto de 2019   |
| 8  | 4b  | "Descarregar (PT) Carga Pesada (BR)" "Taking Charge"                                      | 20 de junho de 2019 | 17 de setembro de 2020 | 8 de agosto de 2019   |
| 9  | 5a  | "Anne Theft Auto (PT) Anne, a Ladra de Carros (BR)" "Anne Theft Auto"                     | 24 de junho de 2019 | 28 de setembro de 2020 | 9 de agosto de 2019   |
| 10 | 5b  | "Estrela (PT) Estrela Espinhenta (BR)" "Breakout Star"                                    | 24 de junho de 2019 | 28 de setembro de 2020 | 9 de agosto de 2019   |
| 11 | 6a  | "Sprig Contra Hop Pop (PT) Sprig vs. Hop Pop (BR)" "Sprig vs. Hop Pop"                    | 25 de junho de 2019 | 29 de setembro de 2020 | 12 de agosto de 2019  |
| 12 | 6b  | "Momento de Mulheres (PT) Dia de Princesa (BR)" "Girl Time"                               | 25 de junho de 2019 | 29 de setembro de 2020 | 12 de agosto de 2019  |
| 13 | 7a  | "Época de Encontros (PT) Temporada de Namoro (BR)" "Dating Season"                        | 26 de junho de 2019 | 30 de setembro de 2020 | 13 de agosto de 2019  |
| 14 | 7b  | "Anne Contra a Natureza (PT/BR)" "Anne vs. Wild"                                          | 26 de junho de 2019 | 30 de setembro de 2020 | 13 de agosto de 2019  |
| 15 | 8a  | "Contagi-Anne (PT/BR)" "Contagi-Anne"                                                     | 27 de junho de 2019 | 1 de outubro de 2020   | 14 de agosto de 2019  |
| 16 | 8b  | "Arbusto de Família (PT) O Arbusto da Família (BR)" "Family Shrub"                        | 27 de junho de 2019 | 1 de outubro de 2020   | 14 de agosto de 2019  |
| 17 | 9a  | "Pad Thai de Lírio (PT) Vitória-Régia Tailandesa (BR)" "Lily Pad Thai"                    | 1 de julho de 2019  | 16 de novembro de 2020 | 29 de agosto de 2019  |
| 18 | 9b  | "Última Banca dos Plantar (PT) A Última Barraca dos Plantar (BR)" "Plantar’s Last Stand"  | 1 de julho de 2019  | 16 de novembro de 2020 | 29 de agosto de 2019  |
| 19 | 10a | "Impostos de Sapos (PT) Os Impostos da Torre (BR)" "Toad Tax"                             | 2 de julho de 2019  | 17 de novembro de 2020 | 30 de agosto de 2019  |
| 20 | 10b | "Fuga da Prisão (PT/BR)" "Prison Break"                                                   | 2 de julho de 2019  | 17 de novembro de 2020 | 30 de agosto de 2019  |
| 21 | 11a | "Dia da Larva-Suína (PT) Dia da Larvota (BR)" "Grubhog Day"                               | 3 de julho de 2019  | 18 de novembro de 2020 | 2 de setembro de 2019 |
| 22 | 11b | "Hop Pop and Lock (PT) Hop Pop na Pista (BR)" "Hop Pop and Lock"                          | 3 de julho de 2019  | 18 de novembro de 2020 | 2 de setembro de 2019 |
| 23 | 12a | "Verruga Civil (PT) Guerra de Anfíbios (BR)" "Civil Wart"                                 | 4 de julho de 2019  | 19 de novembro de 2020 | 3 de setembro de 2019 |
| 24 | 12b | "Hop-Popular (PT/BR)" "Hop-Popular"                                                       | 4 de julho de 2019  | 19 de novembro de 2020 | 3 de setembro de 2019 |
| 25 | 13a | "Coaxo e Castigo (PT) Coaxada e Castigo (BR)" "Croak and Punishment"                      | 8 de julho de 2019  | 23 de novembro de 2020 | 4 de novembro de 2019 |
| 26 | 13b | "Viagem aos Arquivos (PT)/(BR)" "Trip to the Archives"                                    | 8 de julho de 2019  | 23 de novembro de 2020 | 4 de novembro de 2019 |
| 27 | 14a | "Dia de Neve (PT) Dia da Neve (BR)" "Snow Day"                                            | 9 de julho de 2019  | 24 de novembro de 2020 | 5 de novembro de 2019 |
| 28 | 14b | "Conhecendo a Sra. Croaker (PT) Conquistando a Sra. Croaker (BR)" "Cracking Mrs. Croaker" | 9 de julho de 2019  | 24 de novembro de 2020 | 5 de novembro de 2019 |
| 29 | 15a | "Uma Noite na Estalagem (PT) Uma Noite no Hotel (BR)" "A Night at The Inn"                | 10 de julho de 2019 | 21 de junho de 2021    | 6 de novembro de 2019 |
| 30 | 15b | "Wally e Anne (PT/BR)" "Wally and Anne"                                                   | 10 de julho de 2019 | 21 de junho de 2021    | 6 de novembro de 2019 |
| 31 | 16a | "Viagem de Pesca de Família (PT) Pescaria em Família (BR)" "Family Fishing Trip"          | 11 de julho de 2019 | 22 de junho de 2021    | 7 de novembro de 2019 |
| 32 | 16b | "Bazar Bizarro (PT/BR)" "Bizarre Bazaar"                                                  | 11 de julho de 2019 | 22 de junho de 2021    | 7 de novembro de 2019 |
| 33 | 17a | "Amaldiçoados! (PT/BR)" "Cursed!"                                                         | 15 de julho de 2019 | 23 de junho de 2021    | 26 de janeiro de 2020 |
| 34 | 17b | "Dá-me Música (PT) Show de Calouros (BR)" "Fiddle Me This"                                | 15 de julho de 2019 | 23 de junho de 2021    | 17 de janeiro de 2020 |
| 35 | 18a | "O Grande Jogo de Bichobol (PT) O Grande Jogo de Insetobol (BR)" "The Big Bugball Game"   | 16 de julho de 2019 | 24 de junho de 2021    | 20 de janeiro de 2020 |
| 36 | 18b | "Campo de Combate (PT) Acampamento de Combate (BR)" "Combat Camp"                         | 16 de julho de 2019 | 24 de junho de 2021    | 21 de janeiro de 2020 |
| 37 | 19a | "Filhos do Esporo (PT/BR)" "Children of the Spore"                                        | 17 de julho de 2019 | 2 de agosto de 2021    | 22 de janeiro de 2020 |
| 38 | 19b | "Anne do Ano (PT) A Anne do Ano (BR)" "Anne of the Year"                                  | 17 de julho de 2019 | 2 de agosto de 2021    | 23 de janeiro de 2020 |
| 39 | 20  | "Reencontro (PT) A Reunião (BR)" "Reunion"                                                | 18 de julho de 2019 | 3 de agosto de 2021    | 24 de janeiro de 2020 |

### 2ª Temporada (2020-2021)
| #  | ##  | Título | Estreia original       | Estreia Portugal      | Estreia Brasil         |
| -- | --- | --- | ---------------------- | --------------------- | ---------------------- |
| 40 | 1a  | "Anne Habilidosa (PT) Anne Faz-Tudo (BR)" "Handy Anne"                                                                               | 11 de julho de 2020    | 4 de outubro de 2021  | 13 de março de 2021    |
| 41 | 1b  | "Fortaleza na Estrada (PT) Forte na Estrada (BR)" "Fort in the Road"                                                                 | 11 de julho de 2020    | 4 de outubro de 2021  | 13 de março de 2021    |
| 42 | 2a  | "A Balada do Hopediah Plantar (PT) A Balada de Hopadiah Plantar (BR)" "The Ballad of Hopediah Plantar"                               | 18 de julho de 2020    | 5 de outubro de 2021  | 13 de março de 2021    |
| 43 | 2b  | "Anne Caçadora (PT)/(BR)" "Anne Hunter"                                                                                              | 18 de julho de 2020    | 5 de outubro de 2021  | 13 de março de 2021    |
| 44 | 3a  | "Polly Camionista (PT) Polly, a Fugitiva (BR)" "Truck Stop Polly"                                                                    | 25 de julho de 2020    | 6 de outubro de 2021  | 20 de março de 2021    |
| 45 | 3b  | "Uma Caravana Chamada Desejo (PT)/(BR)" "A Caravan Named Desire"                                                                     | 25 de julho de 2020    | 6 de outubro de 2021  | 20 de março de 2021    |
| 46 | 4a  | "Passagem dos Briguentos (PT) A Passagem dos Briguentos (BR)" "Quarreler's Pass"                                                     | 1 de agosto de 2020    | 7 de outubro de 2021  | 20 de março de 2021    |
| 47 | 4b  | "Caçadora de Rãs (PT) A Caçadora de Sapões (BR)" "Toadcatcher"                                                                       | 1 de agosto de 2020    | 7 de outubro de 2021  | 20 de março de 2021    |
| 48 | 5a  | "Orgulho e Pântano (PT) Um Esnobe de Araque (BR)" "Swamp and Sensibility"                                                            | 8 de agosto de 2020    | 8 de outubro de 2021  | 27 de março de 2021    |
| 49 | 5b  | "Museu de Cera (PT)/(BR)" "Wax Museum"                                                                                               | 8 de agosto de 2020    | 8 de outubro de 2021  | 27 de março de 2021    |
| 50 | 6   | "Marcy ao Portão (PT) Marcy nos Portões (BR)" "Marcy at the Gates"                                                                   | 15 de agosto de 2020   | 1 de novembro de 2021 | 27 de março de 2021    |
| 51 | 7a  | "Caça ao Tesouro (PT) Caçada no Esgoto (BR)" "Scavenger Hunt"                                                                        | 22 de agosto de 2020   | 2 de novembro de 2021 | 5 de junho de 2021     |
| 52 | 7b  | "Os Plantars Hospedam-se (PT) Os Plantars Estão na Área (BR)" "The Plantars Check In"                                                | 22 de agosto de 2020   | 2 de novembro de 2021 | 5 de junho de 2021     |
| 53 | 8a  | "Perdidas em Newtopia (PT) Perdidos em Novatopia (BR)" "Lost in Newtopia"                                                            | 29 de agosto de 2020   | 3 de novembro de 2021 | 5 de junho de 2021     |
| 54 | 8b  | "O Sprig Aprende (PT) Sprig Fica Escolado (BR)" "Sprig Gets Schooled"                                                                | 29 de agosto de 2020   | 3 de novembro de 2021 | 5 de junho de 2021     |
| 55 | 9a  | "Vila de Sapos (PT) Pequena Frogtown (BR)" "Little Frogtown"                                                                         | 12 de setembro de 2020 | 4 de novembro de 2021 | 12 de junho de 2021    |
| 56 | 9b  | "Centro Comercial (PT) Trombando no Shopping (BR)" "Hopping mall"                                                                    | 12 de setembro de 2020 | 4 de novembro de 2021 | 12 de junho de 2021    |
| 57 | 10a | "A Festa do Pijama para Acabar com Todas as Outras (PT) A Maior Festa do Pijama de Todas (BR)" "The Sleepover To End All Sleepovers" | 19 de setembro de 2020 | 5 de novembro de 2021 | 12 de junho de 2021    |
| 58 | 10b | "Um Dia no Aquário (PT)/(BR)" "A Day at the Aquarium"                                                                                | 19 de setembro de 2020 | 5 de novembro de 2021 | 12 de junho de 2021    |
| 59 | 11  | "A Clausura! (PT) Reclusos! (BR)" "The Shut-In!"                                                                                     | 17 de outubro de 2020  | 25 de outubro de 2021 | 3 de outubro de 2021   |
| 60 | 12a | "Condutores Noturnos (PT) Motoristas Noturnos (BR)" "Night Drivers"                                                                  | 6 de março de 2021     | 10 de janeiro de 2022 | 19 de junho de 2021    |
| 61 | 12b | "Regresso a Wartwood (PT) Retorno a Wartwood (BR)" "Return to Wartwood"                                                              | 6 de março de 2021     | 10 de janeiro de 2022 | 19 de junho de 2021    |
| 62 | 13a | "Ivy em Fuga (PT) Ivy, A Fugitiva (BR)" "Ivy on the Run"                                                                             | 13 de março de 2021    | 11 de janeiro de 2022 | 19 de junho de 2021    |
| 63 | 13b | "Depois da Chuva (PT)/(BR)" "After the Rain"                                                                                         | 13 de março de 2021    | 11 de janeiro de 2022 | 19 de junho de 2021    |
| 64 | 14  | "O Primeiro Templo (PT)/(BR)" "The First Temple"                                                                                     | 20 de março de 2021    | 12 de janeiro de 2022 | 8 de dezembro de 2021  |
| 65 | 15a | "Nova Wartwood (PT)/(BR)" "New Wartwood"                                                                                             | 27 de março de 2021    | 13 de janeiro de 2022 | 9 de dezembro de 2021  |
| 66 | 15b | "Amigo ou Sapô? (PT) Amigo ou Sapobô? (BR)" "Friend or Frobo?"                                                                       | 27 de março de 2021    | 13 de janeiro de 2022 | 10 de dezembro de 2021 |
| 67 | 16a | "Rã da Redenção (PT) A Redenção do Sapo (BR)" "Toad to Redemption"                                                                   | 3 de abril de 2021     | 14 de janeiro de 2022 | 13 de dezembro de 2021 |
| 68 | 16b | "Maddie e Marcy (PT) Maddie & Marcy (BR)" "Maddie & Marcy"                                                                           | 3 de abril de 2021     | 14 de janeiro de 2022 | 14 de dezembro de 2021 |
| 69 | 17a | "O Segundo Templo (PT)/(BR)" "The Second Temple"                                                                                     | 10 de abril de 2021    | 17 de janeiro de 2022 | 15 de dezembro de 2021 |
| 70 | 17b | "Martelo de Guerra do Barril (PT) O Martelo do Barril (BR)" "Barrel's Warhammer"                                                     | 10 de abril de 2021    | 17 de janeiro de 2022 | 16 de dezembro de 2021 |
| 71 | 18a | "Bessie e MicroÂngelo (PT) Bessie & MicroAngelo (BR)" "Bessie & MicroAngelo"                                                         | 17 de abril de 2021    | 18 de janeiro de 2022 | 17 de dezembro de 2021 |
| 72 | 18b | "O Terceiro Templo (PT)/(BR)" "The Third Temple"                                                                                     | 17 de abril de 2021    | 18 de janeiro de 2022 | 20 de dezembro de 2021 |
| 73 | 19a | "O Jantar (PT)/(BR)" "The Dinner" | 24 de abril de 2021    | 19 de janeiro de 2022 | 21 de dezembro de 2021 |
| 74 | 19b | "A Batalha das Bandas (PT) Batalha de Bandas (BR)" "Battle of the Bands"                                                             | 24 de abril de 2021    | 19 de janeiro de 2022 | 22 de dezembro de 2021 |
| 75 | 20  | "Verdadeiras Intenções (PT) A Verdadeira Face (BR)" "True Colors"                                                                    | 22 de maio de 2021     | 20 de janeiro de 2022 | 23 de dezembro de 2021 |

### 3ª Temporada (2021-2022)
| #   | ##  | Título                                                                                      | Estreia original       | Estreia Portugal        | Estreia Brasil         |
| --- | --- | ------------------------------------------------------------------------------------------- | ---------------------- | ----------------------- | ---------------------- |
| 76  | 1   | "O Novo Normal (PT)/(BR)" "The New Normal"                                                  | 2 de outubro de 2021   | 7 de fevereiro de 2022  | 16 de março de 2022    |
| 77  | 2a  | "Saltar até Cair (PT) Caindo Em Tentação (BR)" "Hop 'Til You Drop"                          | 9 de outubro de 2021   | 8 de fevereiro de 2022  | 16 de março de 2022    |
| 78  | 2b  | "Ponto de Viragem (PT) Hora da Virada (BR)" "Turning Point"                                 | 9 de outubro de 2021   | 8 de fevereiro de 2022  | 16 de março de 2022    |
| 79  | 3a  | "Disputa Tailandesa (PT) Receitas de Família (BR)" "Thai Feud"                              | 16 de outubro de 2021  | 9 de fevereiro de 2022  | 16 de março de 2022    |
| 80  | 3b  | "Aventuras Com Gatos (PT) Babás de Gata (BR)" "Adventures in Catsitting"                    | 16 de outubro de 2021  | 9 de fevereiro de 2022  | 16 de março de 2022    |
| 81  | 4a  | "Luta No Museu (PT)/(BR)" "Fight at the Museum"                                             | 23 de outubro de 2021  | 10 de fevereiro de 2022 | 16 de março de 2022    |
| 82  | 4b  | "Sapos do Templo (PT) Os Sapos do Templo (BR)" "Temple Frogs"                               | 23 de outubro de 2021  | 10 de fevereiro de 2022 | 16 de março de 2022    |
| 83  | 5a  | "Arranjar o Sapô (PT) Consertando o Sapobô (BR)" "Fixing Frobo"                             | 30 de outubro de 2021  | 14 de fevereiro de 2022 | 13 de julho de 2022    |
| 84  | 5b  | "Anne-Terminadora (PT) Annexterminadora (BR)" "Anne-sterminator"                            | 30 de outubro de 2021  | 14 de fevereiro de 2022 | 14 de julho de 2022    |
| 85  | 6a  | "Sr. X (PT)/(BR)" "Mr. X"                                                                   | 6 de novembro de 2021  | 15 de fevereiro de 2022 | 15 de julho de 2022    |
| 86  | 6b  | "Aniversário de Sprig (PT) O Aniversário do Sprig (BR)" "Sprig's Birthday"                  | 6 de novembro de 2021  | 15 de fevereiro de 2022 | 18 de julho de 2022    |
| 87  | 7a  | "Sprig-Aranha (PT)/(BR)" "Spider-Sprig"                                                     | 13 de novembro de 2021 | 20 de junho de 2022     | 19 de julho de 2022    |
| 88  | 7b  | "Olivia & Yunan (PT)/(BR)" "Olivia & Yunan"                                                 | 13 de novembro de 2021 | 20 de junho de 2022     | 20 de julho de 2022    |
| 89  | 8a  | "Hop Pop em Hollywood (PT) Hop Pophollywood (BR)" "Hollywood Hop Pop"                       | 20 de novembro de 2021 | 21 de junho de 2022     | 21 de julho de 2022    |
| 90  | 8b  | "Se Deres uma Bolacha a um Sapo (PT) Se der um Biscoito (BR)" "If You Give a Frog a Cookie" | 20 de novembro de 2021 | 21 de junho de 2022     | 22 de julho de 2022    |
| 91  | 9   | "Natal de Sapos (PT) Um Natalzinho bem Anfíbio (BR)" "Froggy Little Christmas"              | 27 de novembro de 2021 | 16 de dezembro de 2022  | 8 de fevereiro de 2023 |
| 92  | 10  | "Fuga Para Anfibilândia (PT) Fuga Para Amphibia (BR)" "Escape to Amphibia"                  | 19 de março de 2022    | 22 de junho de 2022     | 8 de fevereiro de 2023 |
| 93  | 11a | "Comandante Anne (PT)/(BR)" "Commander Anne"                                                | 26 de março de 2022    | 23 de junho de 2022     | 12 de abril de 2023    |
| 94  | 11b | "Sprivy (PT)/(BR)" "Sprivy"                                                                 | 26 de março de 2022    | 23 de junho de 2022     | 12 de abril de 2023    |
| 95  | 12a | "Os Anjos de Sasha (PT)/(BR)" "Sasha's Angels"                                              | 2 de abril de 2022     | 24 de junho de 2022     | 12 de abril de 2023    |
| 96  | 12b | "Olm Town Road (PT) A Estrada dos Proteus (BR)" "Olm Town Road"                             | 2 de abril de 2022     | 24 de junho de 2022     | 12 de abril de 2023    |
| 97  | 13a | "Mãe dos Olm (PT)" "Mother of Olms"                                                         | 9 de abril de 2022     | 24 de junho de 2022     | 12 de abril de 2023    |
| 98  | 13b | "Pupilo do Grime (PT)" "Grime's Pupil"                                                      | 9 de abril de 2022     | 24 de junho de 2022     | 12 de abril de 2023    |
| 99  | 14a | "A Raiz do Mal (PT)/(BR)" "The Root of Evil"                                                | 16 de abril de 2022    | 14 de novembro de 2022  | 12 de abril de 2023    |
| 100 | 14b | "O Núcleo e o Rei (PT)/(BR)" "The Core & The King"                                          | 16 de abril de 2022    | 14 de novembro de 2022  | 12 de abril de 2023    |
| 101 | 15a | "Tritões em Collants (PT) Salamandras de Calças Justas (BR)" "Newts in Thights"             | 23 de abril de 2022    | 15 de novembro de 2022  | 18 de outubro de 2023  |
| 102 | 15b | "Luta ou Foge (PT) Lutar ou Voar (BR)" "Fight or Flight"                                    | 23 de abril de 2022    | 15 de novembro de 2022  | 18 de outubro de 2023  |
| 103 | 16a | "Os Três Exércitos (PT)/(BR)" "The Three Armies"                                            | 30 de abril de 2022    | 16 de novembro de 2022  | 18 de outubro de 2023  |
| 104 | 16b | "O Início do Fim (PT) O Começo do Fim (BR)" "The Beginning of the End"                      | 30 de abril de 2022    | 16 de novembro de 2022  | 18 de outubro de 2023  |
| 105 | 17  | "Todos em Jogo (PT) Todo Mundo Dentro (BR)" "All in"                                        | 7 de maio de 2022      | 21 de novembro de 2022  | 18 de outubro de 2023  |
| 106 | 18  | "O Mais Difícil (PT) A Coisa mais Difícil (BR)" "The Hardest Thing"                         | 14 de maio de 2022     | 22 de novembro de 2022  | 18 de outubro de 2023  |

## Curtas

### Teen Girl in a Frog World (2019)
Teen Girl in a Frog World (Adolescente num Mundo de Sapos em Portugal) são curtas baseadas na série com 49 segundos cada. No Brasil e em Portugal, são disponibilizados pelo canal oficial da Disney.
| # | Título                                                                 | Estreia original       | Estreia Portugal       | Estreia Brasil      |
| - | ---------------------------------------------------------------------- | ---------------------- | ---------------------- | ------------------- |
| 1 | "Sem Rede (PT) Sem Sinal (BR)" "No Signal"                             | 3 de setembro de 2019  | 11 de novembro de 2020 | 10 de março de 2020 |
| 2 | "Caça a Toupeira (PT) Sai, Toupeira! (BR)" "Whack-A-Mole"              | 10 de setembro de 2019 | 31 de outubro de 2020  | 17 de março de 2020 |
| 3 | "Vistas Pitorescas (PT) Rota Panorâmica (BR)" "Scenic Route"           | 17 de setembro de 2019 | 12 de novembro de 2020 | 1 de abril de 2020  |
| 4 | "Pipocas do Hop (PT) Pipocas (BR)" "Hop Popcorn"                       | 24 de setembro de 2019 | 15 de novembro de 2020 | 24 de março de 2020 |
| 5 | "Catapulta (PT) Catástrofe do Rabo-de-Gato (BR)" "Cattail Catastrophe" | 1 de outubro de 2019   | 4 de dezembro de 2020  | 2 de março de 2020  |

### Wild Amphibia (2019)
Wild Amphibia (Anfibilândia Selvagem em Portugal) é uma série de curtas baseadas na série. Em Portugal, é disponibilizada pelo canal oficial do Disney Channel.
| # | Título                                               | Estreia original       | Estreia Portugal    | Estreia Brasil |
| - | ---------------------------------------------------- | ---------------------- | ------------------- | -------------- |
| 1 | "Dino Rino Escaravelho (PT)" "Rhino Beetle"          | 13 de novembro de 2019 | 12 de junho de 2021 | TBA            |
| 2 | "Tomates Gigantes Assassinos (PT)" "Killer Tomatoes" | 20 de novembro de 2019 | 22 de julho de 2021 | TBA            |
| 3 | "Gatinho (PT)" "Kitty"                               | 27 de novembro de 2019 | 29 de julho de 2021 | TBA            |
| 4 | "Louva-a-Deus (PT)" "Praying Mantis"                 | 4 de dezembro de 2019  | 19 de junho de 2021 | TBA            |

### Vlogs from the Bog (2021)
| # | Título                       | Estreia original       | Estreia Portugal | Estreia Brasil |
| - | ---------------------------- | ---------------------- | ---------------- | -------------- |
| 1 | "Amphibia Food!"             | 1 de Setembro de 2021  | TBA              | TBA            |
| 2 | "Hop Like a Frog!"           | 8 de Setembro de 2021  | TBA              | TBA            |
| 3 | "Driving the Amphibian Way!" | 15 de Setembro de 2021 | TBA              | TBA            |
| 4 | "Learning About Each Other!" | 22 de Setembro de 2021 | TBA              | TBA            |
| 5 | "Glamour"                    | 29 de Setembro de 2021 | TBA              | TBA            |